# Plodová voda

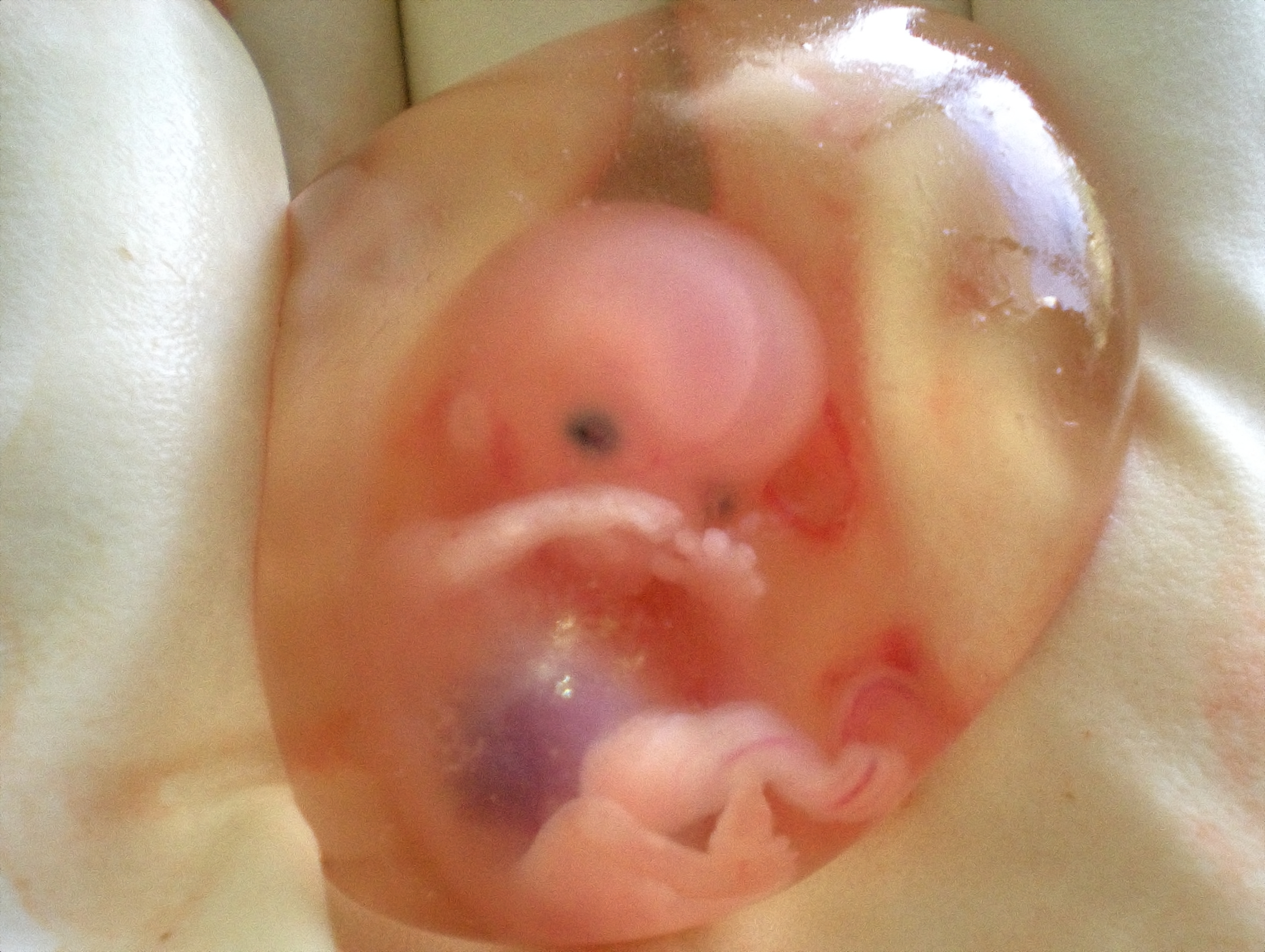
Desetitýdenní plod obklopený plodovou vodou v plodovém obalu

Plodová voda (lat. liquor amnii) je tekutina, která se vytváří v průběhu těhotenství jako ochrana vyvíjejícího se plodu v plodových obalech v těle matky – budoucí rodičky.

## Význam
Plodová voda působí jako ochranné prostředí vyvíjejícího se plodu, i když se ten anatomicky nachází v těle budoucí rodičky. Voda vytváří kolem plodu dostatečný prostor a tím plodu umožňuje pohyb, chrání jej před traumaty způsobenými vnějšími nárazy a vnějším tlakem, rozepíná plodové vejce, děložní svalovinu, chrání placentu před útlakem a umožňuje placentární cirkulaci.
Na tvorbě vody se zpočátku podílí tělo matky, prosakováním (transsudací) z pupečníku. Později se na tvorbě vody podílí i plod, který ji polyká, zpracovává trávicím traktem a přes ledviny vylučuje jako moč. Tento objem postupně stoupá a před koncem těhotenství je nepřímým způsobem reabsorbováno asi 40 % vody. Do fetoplacentárního oběhu plodu se voda ještě předtím dostává vstřebáváním (resorbováním) amniem v raném těhotenství a pravděpodobně i povrchem embrya a následně plodu. Oběh vody je poměrně velký a koncem těhotenství je za jednu hodinu obměněno přibližně 50 % jejího objemu.
Množství vody kolísá podle týdne těhotenství, až do 38. týdne těhotenství obsah vody stoupá až na objem přibližně jednoho litru a po tomto týdnu její objem klesá až na objem 250 až 700 mililitrů v době porodu.

## Charakteristika
Plodová voda je čirá tekutina, která se postupně s blížícím se termínem porodu mléčně zakaluje. Voda je slabě alkalické reakce (pH 6,95-7,10), kde 98,7 % je tvořeno vodou, 0,3 % bílkoviny, 0,3 % glukózy, 0,7 % močovina. Plodová voda dále obsahuje minerální látky a kreatin. Mimo tyto látky obsahuje i částice epitelií odloupané z povrchu plodu, mázek a chloupky lanuga. V počátku těhotenství je plodová voda tvořena amniovým epitelem, od 12. týdne těhotenství i močí plodu.
Plodovou vodu je taktéž možno využít pro vyšetření stavu plodu a to chemickým rozborem nebo kultivací buněk v ní obsažených. Tyto odběry provádí specializovaný lékař nasátím vody po nabodnutí plodového vejce (obalu) přes břišní a děložní stěnu. Tento postup je označován jako amniocentéza a provádí se pod kontrolou ultrazvuku.
Tekutina v amniovém vaku důležitá pro správný vývoj plodu. K jejímu odtoku dochází v počátku porodu. Je tvořena buňkami amnia a její množství i složení ovlivňuje i činnost močového a trávicího ústrojí plodu. Plodová voda se odebírá při amniocentéze a dále se vyšetřuje (karyotyp buněk plodu, DNA diagnostika). Ze zbarvení plodové vody při amnioskopii lze odhalit event. nitroděložní ohrožení plodu. Množství plodové vody lze odhadnout z ultrazvukového vyšetření (srov. oligohydramnion, polyhydramnion).

## Odtok plodové vody
Odtok plodové vody je signálem o zahájení porodu i tehdy, nedostavily-li se ještě porodní kontrakce. Předčasný odtok vody, tedy před očekávaným termínem porodu, je signálem o předčasném porodu. Pokud k tomuto dojde dříve než ve 24. týdnu těhotenství, což je hranice pro přežití plodu, nelze předčasný porod provést a plod je potom stižen vývojovou vadou.